# پرچم جرزی
پرچم جرزی برای اولین بار در ۷ آوریل ۱۹۸۱ به رسمیت شناخته شد.به عنوان پرچم غیر نظامی و پرچم استان شناخته می‌شود و همچنین دارای تناسب ۳:۵ می‌باشد.این پرچم دارای زمینه سفید و دو نوار باریک قرمز رنگ اریب به صورت ضربدر کل پرچم را پوشانده است.